# Knapy (województwo podkarpackie)
Knapy – wieś w Polsce położona w województwie podkarpackim, w powiecie tarnobrzeskim, w gminie Baranów Sandomierski.
Na granicy sołectwa Wola Baranowska – Knapy przebiega Linia Hutnicza Szerokotorowa łącząca Ukrainę z GOP-em. W Knapach znajduje się jej stacja przeładunkowa. Wzdłuż północnej granicy biegnie linia kolejowa, którą kursują pociągi relacji Rozwadów – Dębica.
W latach 1975–1998 miejscowość administracyjnie należała do województwa tarnobrzeskiego.
W styczniu 2018 r. we wsi nadano nazwy ulicom. Była to wspólna inicjatywa mieszkańców oraz Rady Sołeckiej i Sołtysa Sołectwa Knapy.
Wokół wsi znajdują się łąki i lasy sosnowe. W południowo-wschodniej części Knapów wypływa kanał Łuczek, nazywany kiedyś Gliczarowskim (dawniej używało się wobec tego cieku nazwy potok).

## Części wsi
| SIMC    | Nazwa     | Rodzaj    |
| ------- | --------- | --------- |
| 0787431 | Hynowskie | część wsi |
| 0787448 | Smykle    | część wsi |
| 0787454 | Tyńce     | część wsi |
| 0787460 | Urszulin  | część wsi |

## Historia
Osada była siedzibą okolicznych tkaczy, których nazywano knapami. Pod koniec XIX wieku wieś była własnością rodziny Dolańskich.
Pod koniec XX wieku miejscowość liczyła (wraz ze Smyklem i folwarkiem Urszulinem) 457 mieszkańców.

### OSP
Od 1950 r. we wsi działa ochotnicza straż pożarna. W 2017 r. jednostka liczy 40 członków, a jej prezesem jest Stanisław Durda.

### Sport
We wsi działa założony w 1987 r. klub sportowy "Kolejarz Knapy". W sezonie 2022/2023 klub awansował do piłkarskiej A klasy w grupie Stalowa Wola.

### Publiczna Szkoła Podstawowa
Pierwsze wzmianki o edukacji w Knapach pojawiły się w 1880 r. i mówiły o funkcjonującej tam szkole zimowej.
W 1909 r. rozpoczęła działalność jednoklasowa szkoła, która funkcjonowała w pomieszczeniu wynajętym od Szymona Lisa. Zajęcia prowadził August Wiszniewski, który był pierwszym mianowanym nauczycielem w placówce. W latach 1914–1915 szkoła zawiesiła działalność ze względu na wybuch I wojny światowej.
Od 3 października 1915 r. nauczycielem był Stanisław Warchoła. W latach 1922–1936, już do czterooddziałowej szkoły powrócił August Wiszniewski.
Od 1945 r. szkoła funkcjonowała w systemie pięcioklasowym i posiadała dwóch nauczycieli.
W latach 1947–1947 Leon Winiarz przeprowadził remont obiektu. Od 1958 r. szkoła miała sześć klas, a od 1959 r. siedem. 20 lutego 1961 r. kierownikiem placówki został Michał Duszkiewicz.
W 1967 r. szkoła powiększyła się o cztery sale lekcyjne i kancelarię. W 1979 r. dyrektorem została Janina Stec, a w 1983 r. Anna Florkiewicz.
W 1993 r. powołano Wiejski Społeczny Komitet Rozbudowy i Modernizacji Szkoły. Z jego inicjatywy 21 listopada 1995 r. uczniowie rozpoczęli naukę w piętrowym budynku. Dyrektorem placówki była m.in. od 1 września 2001 r. Danuta Nowak, a od 2007 r. Przemysław Hoszowski.
Motto szkoły brzmi: Uczymy się od dziś jak mądry jest liść, jak mądre są pszczoły i zioła.
30 marca 2017 r. podjęto decyzję o likwidacji szkoły z powodu małej liczby uczniów.

### Agroturystyka
Na terenie wsi funkcjonuje pole namiotowo-kempingowe.